# Phleum crypsoides
Phleum crypsoides är en gräsart som först beskrevs av D'urv., och fick sitt nu gällande namn av Eduard Hackel. Phleum crypsoides ingår i släktet timotejer, och familjen gräs. Inga underarter finns listade i Catalogue of Life.